# 2012年ロンドンオリンピックのスーダン選手団
2012年ロンドンオリンピックのスーダン選手団（2012ねんロンドンオリンピックのスーダンせんしゅだん）は、2012年7月27日から8月12日までイギリスのロンドンで開催されたロンドンオリンピックスーダン選手団の名簿。

## 選手団
- 人員: 選手 6人
- 開会式旗手: イスマイル・アハメド・イスマイル

## 種目別選手・スタッフ名簿及び成績

### 陸上競技
- イスマイル・アハメド・イスマイル（男子800m）1分48秒79 予選敗退
- アブバケル・カキ（男子800m）1分43秒32 決勝
- Rabah Yousif（男子400m）45秒13 準決勝敗退
- アミナ・バキット（女子800m）2分9秒78 予選敗退

### 競泳
- Mohamed Elkhedr（男子50m自由形）27秒26 予選敗退
- Mhasin El Nour Fadlalla（女子50m自由形）35秒07 予選敗退